# Iceweasel
Iceweasel è una versione Debian e GNU (quest'ultima è stata rinominata IceCat) del web browser Mozilla Firefox.
Il programma costituisce un fork del noto browser Firefox che implementa delle modifiche volte a renderlo del tutto compatibile con le Debian Free Software Guidelines e con la filosofia del sistema operativo GNU.

## Storia
Il software Mozilla è sempre stato considerato software libero, fino a quando il team di sviluppo del progetto Debian non ha verificato l'incompatibilità delle politiche sul diritto d'autore seguite dal team Mozilla. Nello specifico il team di Mozilla ha dichiarato che chiunque intenda distribuire il software prodotto da loro usando i nomi originali è tenuto ad usare solo i loghi e i marchi originali (che sono marchi registrati), senza inoltre poter includere modifiche al programma che non siano state approvate del team di sviluppo ufficiale.
Poiché queste regole sono restrizioni sull'utilizzo e sullo studio e modifica del software, contrastano con le politiche sul software libero seguite dal progetto Debian (che infatti distribuiva il software Mozilla usando loghi diversi da quelli ufficiali), si è accesa inizialmente un'animata discussione sulla vicenda, che ha portato alla nascita di un fork specifico per risolvere la questione (qualcuno ha ironicamente chiamato l'evento "scisma").

### Il progetto Gnuzilla
Il progetto si pone l'obiettivo di rendere disponibile il software della suite Mozilla usando esclusivamente materiale libero, in modo che possa essere impiegato in tutti quei sistemi operativi che hanno fra le loro priorità l'uso di software GNU, come ad esempio il progetto Debian. Da questa iniziativa sono quindi nati Iceweasel in sostituzione a Firefox, IceDove al posto di Thunderbird, IceApe in luogo di SeaMonkey, e da luglio 2007 IceOwl in luogo di Sunbird.
Il 23 settembre 2007, nella mailing list ufficiale di Gnuzilla, è stato annunciato che la successiva release del web browser avrebbe cambiato nome in IceCat. Tale motivazione veniva giustificata dal fatto che in realtà Debian ha già usato il nome Iceweasel per il suo fork di Firefox fin da novembre 2006, e questo avrebbe creato confusione in quanto i due fork di Firefox (Iceweasel e GNU IceCat) sono indipendenti tra loro.

### Il nuovo accordo
Il 17 febbraio 2016 tramite un bug report sul bug tracker di Debian è stata proposta la ridenominazione di Iceweasel in Firefox, in quanto la licenza del logo di Firefox è diventata libera e il problema precedente non è più rilevante. Mozilla inoltre riconosce che le patch aggiunte ad Iceweasel non hanno nessun impatto sulla qualità del prodotto.
Il nome Iceweasel viene mantenuto per l'attuale versione stabile Debian Jessie, mentre il cambio del pacchetto in Firefox avverrà su Debian Stretch, con la versione 45 del browser.

## Caratteristiche
Iceweasel appare nell'aspetto del tutto simile a Firefox, è compatibile con la maggior parte dei suoi plugin e nella maggior parte dei casi si distingue dal suo predecessore solo nel nome e nel logo. Queste differenze valgono anche per gli altri software della serie.

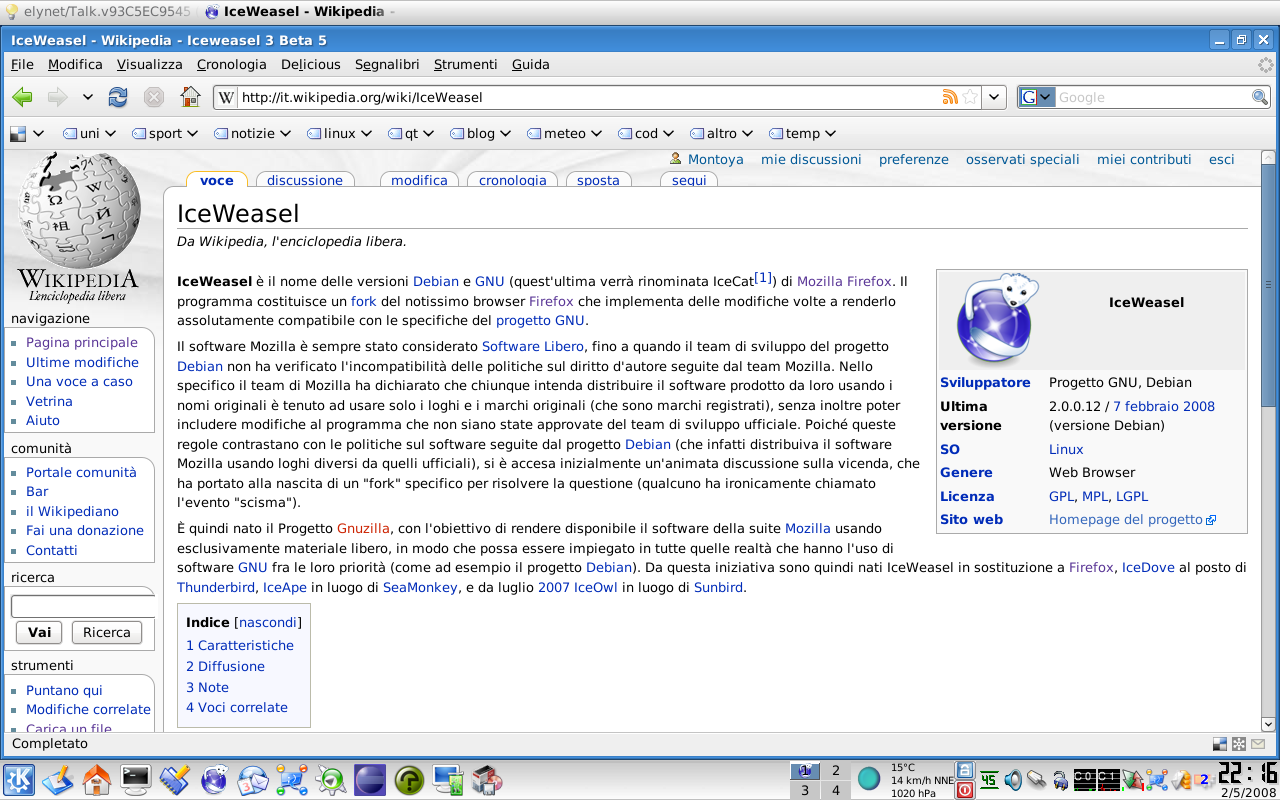
Una schermata di Iceweasel

## Diffusione
I principali utilizzatori di Iceweasel sono gli utenti Debian, poiché questa distribuzione utilizza di base solo software GNU, preferendo quindi Iceweasel a Firefox (oltre ad essere il principale soggetto della sua nascita e sviluppo).
In particolare i primi utenti di Iceweasel sono stati gli utenti della versione "Testing" di Debian, che hanno visto sostituire automaticamente le versioni di Mozilla (Firefox, Thunderbird, ecc) durante il periodico aggiornamento del sistema tramite apt-get. Iceweasel è stato quindi inserito nel corredo standard della nuova versione di Debian, Etch, pubblicata l'8 aprile 2007.